# Négyesy László
Négyesy László (Szentes, 1861. március 6. – Budapest, Józsefváros, 1933. január 7.) irodalomtörténész, esztéta, stiliszta, a Magyar Tudományos Akadémia rendes, majd tiszteleti tagja. Fő kutatási területe a romantika előtti, újkori klasszikus magyar líra alakulásának verstani és esztétikai vizsgálata volt, e korszak több költőjének életművét dolgozta fel és rendezte sajtó alá. Két évtizeden keresztül, 1911-től 1932-ig volt előbb a magyar irodalomtörténet, majd az esztétika tanszékvezető tanára a budapesti Pázmány Péter Tudományegyetemen. Itt tartotta az irodalomtörténet-írásunkban legendássá vált, több 20. századi lírikus – Juhász Gyula, Babits Mihály, Kosztolányi Dezső, Tóth Árpád és mások – költői indulását ösztönző Négyesy-szemináriumokat.

## Életútja
Négyesi József és Bellér Erzsébet fiaként született. Középiskoláit szülővárosában, Szentesen, illetve Egerben járta ki. Bécsben és a Budapesti Tudományegyetemen végzett felsőfokú irodalmi, esztétikai és nyelvészeti tanulmányokat. Latin–magyar szakos tanári oklevelét és bölcsészdoktori diplomáját 1885-ben szerezte meg Budapesten. 
1885-ben az egri római katolikus főgimnáziumban helyezkedett el helyettes tanárként, 1886-tól mint véglegesített rendes tanár folytatta a munkát. 1887-től négy évig a szolnoki állami főgimnáziumban tanított, 1891 és 1911 között pedig a Budapesti Középiskolai Tanárképző Intézet gyakorlógimnáziumának vezető tanáraként tanárjelöltek képzésével foglalkozott.
Pedagógusi munkájával párhuzamosan 1893-ban az irodalmi segédtudományok (poétika, retorika, stilisztika) tárgyköréből magántanárrá habilitált a Budapesti Tudományegyetemen. 1911-től a magyar irodalomtörténet, 1923-tól 1932-ig az esztétika nyilvános rendes tanára volt az 1922 után Pázmány Péter nevét viselő felsőoktatási intézményben. Rövid ideig, 1920–1922-ben a kormányon lévő Keresztény Nemzeti Egyesülés Pártja színeiben szülővárosa, Szentes nemzetgyűlési képviselője, a közoktatásügyi és a zárszámadás-vizsgáló bizottság elnöke volt. Tüdőgyulladásban hunyt el. Felesége Ruzieki Klaudia volt.

## Munkássága
Fő kutatási területe a klasszikus magyar irodalom múltja, különösen 18–19. századi költészetünk poétikai, esztétikai alakulásának története volt. Többek között behatóan vizsgálta Zrínyi Miklós, Ráday Pál, Amade László, Faludi Ferenc, Gvadányi József, Verseghy Ferenc, Kazinczy Ferenc, Fazekas Mihály, Kölcsey Ferenc és Arany János életművét, valamint a tragikum megjelenését az újkori költészetben. Szöveggondozói munkássága szintén jelentős volt, sajtó alá rendezte több 18–19. századi magyar költő, író életművét. Verstani kutatásain belül átfogóan tanulmányozta a kettős ritmus, a strofikus szerkesztés, az ütemhangsúlyos verselés egyes kérdéseit (ütemegyenlőség, ütemfeleződés stb.).
Esztétikai felfogásában a szépirodalmat a Gyulai Pál és Beöthy Zsolt nevével fémjelzett irányzat jegyében nyelvi szempontból vizsgálandó anyagnak és jelenségnek tekintette, ugyanakkor kritikai szemléletébe a fejlődéstörténeti, történelmi és lélektani szempontokat is beemelte. Noha a konzervatív esztétikai irányzatok híve volt, tanítványai közül került ki a magyar költészet formanyelvét megújító irodalmi kör több neves tagja. Stílusgyakorlatok néven legendássá vált egyetemi önképzőkörei, a Négyesy-szemináriumok biztosították a költői-irodalmi kibontakozás szellemi műhelyét – és nemritkán életre szóló barátságokat – a későbbi nyugatos költőnemzedék olyan tagjainak, mint Juhász Gyula, Babits Mihály, Kosztolányi Dezső, Tóth Árpád, Csáth Géza, Karinthy Frigyes, illetve ajándékozott meg az alkotó légkör élményével leendő irodalomtudósokat és esztétákat, mint Császár Elemér, Horváth János, Kéky Lajos, Balázs Béla és Barta János.
Több kiadást megért, jelentős irodalomtörténeti, poétikai, stilisztikai, retorikai és nyelvészeti tankönyveket, segédleteket írt, rendszeresen publikált a Magyar Nyelvőr, az Egyetemes Philologiai Közlöny című folyóiratokban. 1896 és 1899 között a Magyar Pedagógia című szakfolyóirat szerkesztője volt. 1914 után Beöthy Zsolttal és Császár Elemérrel rendezte sajtó alá a Kisfaludy Társaság Nemzeti Könyvtárának köteteit. Több száz irodalmi, verstani és retorikai szócikket írt A Pallas nagy lexikona számára.

### Társasági tagságai és elismerései
Négyesy több tudományos, irodalmi és szakmai kör munkájában részt vett. A Magyar Tudományos Akadémia 1896-ban levelező, 1918-ban rendes tagjává választotta, 1931-ben pedig a tiszteleti tagok sorába emelte. 1904-től a Kisfaludy Társaság rendes tagja, valamint alapító tagként 1911-től alelnöke, 1921-től haláláig pedig elnöke volt a Magyar Irodalomtörténeti Társaságnak. 1916-ban a Szent István Akadémia rendes tagja lett, évekig vezette a III. (nyelv- és széptudományi) osztály tevékenységét. 1931-ben a Petőfi Társaság tiszteleti tagjává választották. 1896-tól 1907-ig főtitkárként, 1907-től 1917-ig elnökként vett részt az Országos Középiskolai Tanáregyesület munkájában. 1896-tól rendes tagja volt a Magyar Pedagógiai Társaságnak is, ahol 1930-ban a tiszteleti tagok sorába választották.
A magyar verstanról írott tankönyvét a Magyar Tudományos Akadémia 1887-ben Sámuel-díjjal jutalmazta. Tudományos munkássága elismeréseként 1930-ban Corvin-koszorúval tüntették ki.

### Emlékezete
- Szülővárosában, Szentesen 1967 óta utca viseli nevét.
- Középiskolájában, a Horváth Mihály Gimnáziumban 1990-ben márványtáblát állítottak tiszteletére.[2]
- Néhány irodalmi igényű fiatalkori írását a Szentesi antológia (2010), valamint Szentes irodalmi emlékei (2019) című kötetek tartalmazzák.[3]

### Főbb művei
- Magyar verstan: Középiskolai segédkönyvül s magánhasználatra. Budapest: (kiadó nélkül). 1886.
- A magyar vers. Eger: (kiadó nélkül). 1887.
- A magyar verselmélet kritikai története. Budapest: (kiadó nélkül). 1888.
- A mértékes magyar verselés története. Budapest: (kiadó nélkül). 1892.
- Stilisztika: A középiskolák IV. osztálya számára. Budapest: (kiadó nélkül). 1895.
- Szerkesztéstan: Gymnasiumok V. osztálya számára.
- Rhetorika: Gymnasiumok és reáliskolák V. osztálya számára. Budapest: (kiadó nélkül). 1901.
- Poétika: Gymnasiumok és reáliskolák VI. osztálya számára. Budapest: (kiadó nélkül). 1902.
- Rendszeres magyar nyelvtan. Budapest: (kiadó nélkül). 1903.
- Szülőföldi elemek a Bánk bánban. Budapest: (kiadó nélkül). 1908.
- A magyar költészet eredete. Budapest: (kiadó nélkül). 1910.
- Árpádkori compositio. Budapest: (kiadó nélkül). 1913.
- Arany. Budapest: (kiadó nélkül). 1917.
- Arany: A költő születésének százados évfordulója alkalmából a Kisfaludy-Társaság ajándéka a magyar tanulóifjúságnak. Budapest: Franklin-Társulat. 1917.
- Kritika és irodalomtörténet. Budapest: (kiadó nélkül). 1923.
- Ritmus és verstechnika. Budapest: (kiadó nélkül). 1924.
- A magyar irodalom és költészet fejlődése. Budapest: Magyar Tudományos Akadémia. 1926.
- A tragikum az újkori költészetben: Négyesy László előadásai után. Szerk. Tóth Lajos. Budapest: (kiadó nélkül). 1927.
- Irodalmi valutarontás (Reális és túlcsapongó Ady kultusz), Budapest, 1927
- Kazinczy pályája. Kazinczy halálának százados évfordulója alkalmából a művelt magyar közönség és a tanuló ifjúság számára; MTA, Bp., 1931

## További művei
- Beöthy Zsolt emlékezete. Budapest: (kiadó nélkül). 1926.

## További irodalom
- Emlékkönyv Négyesy László hetvenedik születésnapja alkalmából. Szerk. Pintér Jenő. Budapest: (kiadó nélkül). 1931.
- Kéky Lajos: Négyesy László emlékezete. Budapest: (kiadó nélkül). 1937.
- Bréver Lajos: Négyesy László. Budapest: (kiadó nélkül). 1937.
- Pataky László: Négyesy László verselméleti munkáinak jelentőségéről. Eger: (kiadó nélkül). 1957.
- Bucsány György: Négyesy László. In  Szentes helyismereti kézikönyve.  2000.